# Ellos están aquí
Ellos están aquí es un programa de tema paranormal y misterios de la televisión colombiana, producido por RCN Televisión y emitido por este canal entre 2016 y 2019. El programa tuvo tres temporadas de contenido de misterios, aunque el director habla de una 4ª temporada, aún no esta confirmada por completo.

## Sinopsis
Las investigaciones paranormales de Ellos están aquí se basan en una inmersión total. Rafa Taibo y su equipo de investigación van a las locaciones que encierran un misterio absoluto y que pueden tener la presencia y fenómenos ajenos a este mundo. Cada experto aplica sus conocimientos para darle una dirección al trabajo y llegar siempre a encontrarse con sucesos extraños. Equipos de última tecnología como cámaras Sony Handycam que graban video en 4K, Sony NX-30, Sony Alpha 7 y drones, entre otras, además de que cada integrante del equipo lleva por lo menos una cámara de celular lista para captar cualquier novedad, hacen que las expediciones estén acompañadas por más de 10 equipos de grabación. Las inmersiones están compuestas por intensas jornadas que van desde 18 hasta 22 horas de trabajo, pues la producción empieza la preparación para entrar al lugar en la mañana, la inmersión empieza en la tarde y se extiende hasta la mañana del otro día, pues la idea es pasar la noche de lleno explorando el lugar, justo cuando cualquier visitante es presa para los entes del más allá.

## Reparto
- Rafael Taibo Jr. (presentador y director)
- Ayda Luz Valencia
- Alexander Torres
- Camilo Piedrahíta
- Isabel Goyeneche